# Bangladeschische Cricket-Nationalmannschaft in Sri Lanka in der Saison 2019
Die Tour der bangladeschischen Cricket-Nationalmannschaft nach Sri Lanka in der Saison 2019 fand vom 26. bis zum 31. Juli 2019 statt. Die internationale Cricket-Tour war Bestandteil der Internationalen Cricket-Saison 2019 und umfasste drei ODIs. Sri Lanka gewann die Serie mit 3–0.

## Vorgeschichte
Auf Grund der Anschläge am 21. April 2019 in Sri Lanka stand die Tour lange vor der Absage. Erst im Juli wurde die Tour endgültig bestätigt. Beide Mannschaften spielten zuvor beim Cricket World Cup 2019 und schieden dort in der Vorrunde aus. Das letzte Aufeinandertreffen der beiden Mannschaften bei einer Tour fand in der Saison 2017/18 in Bangladesch statt.

## Stadien
Das folgende Stadion wurde für die Tour als Austragungsort vorgesehen und am 13. Juli 2019 bekanntgegeben.
| Stadion                    | Stadt   | Kapazität | Spiele      |
| -------------------------- | ------- | --------- | ----------- |
| R. Premadasa Stadium (RPS) | Colombo | 35.000    | 1. – 3. ODI |

## Kaderlisten
Bangladesch benannte seinen Kader am 16. Juli 2019. Sri Lanka benannte seinen Kader am 19. Juli 2019.
| ODI | ODI |
| Sri Lanka | Bangladesch |
| --- | --- |
| - Dimuth Karunaratne (K) - Akila Dananjaya - Avishka Fernando - Wanindu Hasaranga - Shehan Jayasuriya - Lahiru Kumara - Angelo Mathews - Lasith Malinga - Kusal Mendis (wk) - Kusal Perera (wk) - Thisara Perera - Nuwan Pradeep - Kasun Rajitha - Dasun Shanaka - Dhananjaya de Silva - Lahiru Thirimanne - Isuru Udana | - Tamim Iqbal (K) - Mashrafe Mortaza (K) - Anamul Haque - Farhad Reza - Mahmudullah - Mehedi Hasan - Mohammad Mithun - Mohammad Saifuddin - Mosaddek Hossain - Mushfiqur Rahim (wk) - Mustafizur Rahman - Rubel Hossain - Sabbir Rahman - Shafiul Islam - Soumya Sarkar - Taijul Islam - Taskin Ahmed |

## Tour Match
| 23. Juli Scorecard | Colombo (PSO) | Sri Lanka Cricket Board President’s XI 282-8 (50) | – | Bangladesch 285-5 (48.1) |
|                    |               | Bangladesch gewinnt mit 5 Wickets                 |   |                          |

## One-Day Internationals

### Erstes ODI in Colombo
| 26. Juli Scorecard | Colombo (RPS) | Sri Lanka 314-8 (50)          | – | Bangladesch 223 (41.4) |
|                    |               | Sri Lanka gewinnt mit 91 Runs |   |                        |

Das Spiel war das letzte Spiel von Lasith Malinga für die sri-lankische Nationalmannschaft, der vor dem Spiel seinen Rücktritt erklärt hatte.

### Zweites ODI in Colombo
| 28. Juli Scorecard | Colombo (RPS) | Bangladesch 238-8 (50)          | – | Sri Lanka 242-3 (44.4) |
|                    |               | Sri Lanka gewinnt mit 7 Wickets |   |                        |

### Drittes ODI in Colombo
| 31. Juli Scorecard | Colombo (RPS) | Sri Lanka 294-8 (50)           | – | Bangladesch 172 (36) |
|                    |               | Sri Lanka gewinnt mit 122 Runs |   |                      |